# Mark Haydon
Mark Ray Haydon (4 december 1958) is een Australische crimineel die 25 jaar gevangenisstraf uitzit voor medeplichtigheid aan de Snowtown Murders. Tussen 1992 en 1999 hebben seriemoordenaars John Bunting, Robert Wagner en James Vlassakis daarbij ten minste elf personen gemarteld en vermoord.

## Haydons aandeel
Haydon werd aangeklaagd voor twee moorden en zes gevallen van medeplichtigheid. Hij werd uiteindelijk veroordeeld voor vijfmaal medeplichtigheid en het hinderen van de arrestaties van de andere drie, waarvoor Haydon schuld bekende. De rechter nam zijn in zijn jeugd ontwikkelde persoonlijkheidsstoornis mee in zijn oordeel. Haydons rol in het geheel spitste zich vooral toe op het vervoeren en opslaan van de lijken.
Haydon raakte voor het eerst betrokken bij de Snowtown Murders bij de moord op Troy William Youde (21) in 1998, Vlassakis' halfbroer en het zevende slachtoffer. Van de eerste zes dodingen had hij in eerste instantie geen kennis, hoewel hij hoofddader Bunting al vanaf 1989 kende. Haydon werd in 1999 als derde van de vier opgepakt.